# Michael Breitkopf
Michael Breitkopf, apodado Breiti (6 de febrero de 1964 en Düsseldorf), es un músico alemán, guitarrista de la banda de punk-rock Die Toten Hosen. Anteriormente había tocado en Aram und die Schaffner.

## Biografía
Hijo de un vendedor, Breitkopf creció con un hermano cinco años mayor que él en Derendorf, un barrio de Düsseldorf. En su juventud se interesó principalmente por el deporte, aspirando a convertirse en futbolista profesional. Tras una infección en el tendón de Aquiles, sus padres le regalaron una guitarra y empezó a tocar a diario siguiendo las indicaciones de un libro de Peter Bursch, guitarrista y autor de libros de aprendizaje musical.
Breitkopf estudió en el instituto Humboldt de su ciudad natal y se examinó con éxito del Abitur. En octavo curso había conocido a Campino. Campino, cuya madre era inglesa, traía a la escuela discos de punk británico de sus visitas a las islas. Este estilo musical caló en el joven Breitkopf y le animó a seguir practicando con su guitarra.
Revisando las grabaciones en vídeo del concierto de despedida de la banda ZK en Neuss (1981), Trini Trimpop llamó la atención de Campino acerca de un joven presente en el público que gritaba y ondeaba una bandera con particular energía. Campino reconoció a su compañero de colegio Michael Breitkopf, le llamó y le propuso incorporarse al nuevo grupo que Trimpop y él estaban planeando formar: Die Toten Hosen.
Breitkopf cumplió en una clínica psiquiátrica de Düsseldorf el Zivildienst ("servicio civil"), un tipo de prestación social alternativa al servicio militar. Habla español fluido y se encarga de comunicarse con el público y los medios en las giras por Argentina de Die Toten Hosen. Además, actúa como tesorero de la banda y es el principal responsable de coordinar la colaboración de los Toten Hosen con la organización benéfica Pro Asyl. Su hermano Johannes diseña sus guitarras, así como los murales que decoran los escenarios de Die Toten Hosen y algunas de las carátulas de sus discos.